# Handelingen der Staten-Generaal
De Handelingen der Staten-Generaal bevatten de notulen van de vergaderingen van de Eerste Kamer en de Tweede Kamer, alsmede van de Verenigde Vergadering. Ze worden verzorgd door de Dienst Verslag en Redactie (voor 1 mei 2004 door de Stenografische Dienst) en bevatten bijvoorbeeld de woordelijke teksten van de debatten – voor zover niet door de Kamervoorzitter geschrapt –, en de uitslagen van stemmingen over wetsvoorstellen en moties.
De Kamerstukken en Kamervragen worden respectievelijk bijlagen en aanhangsels van de Handelingen genoemd. De Handelingen in engere zin, ook wel het verslag genaamd, zijn zonder die bijlagen en aanhangsels.

## Beschikbaarheid

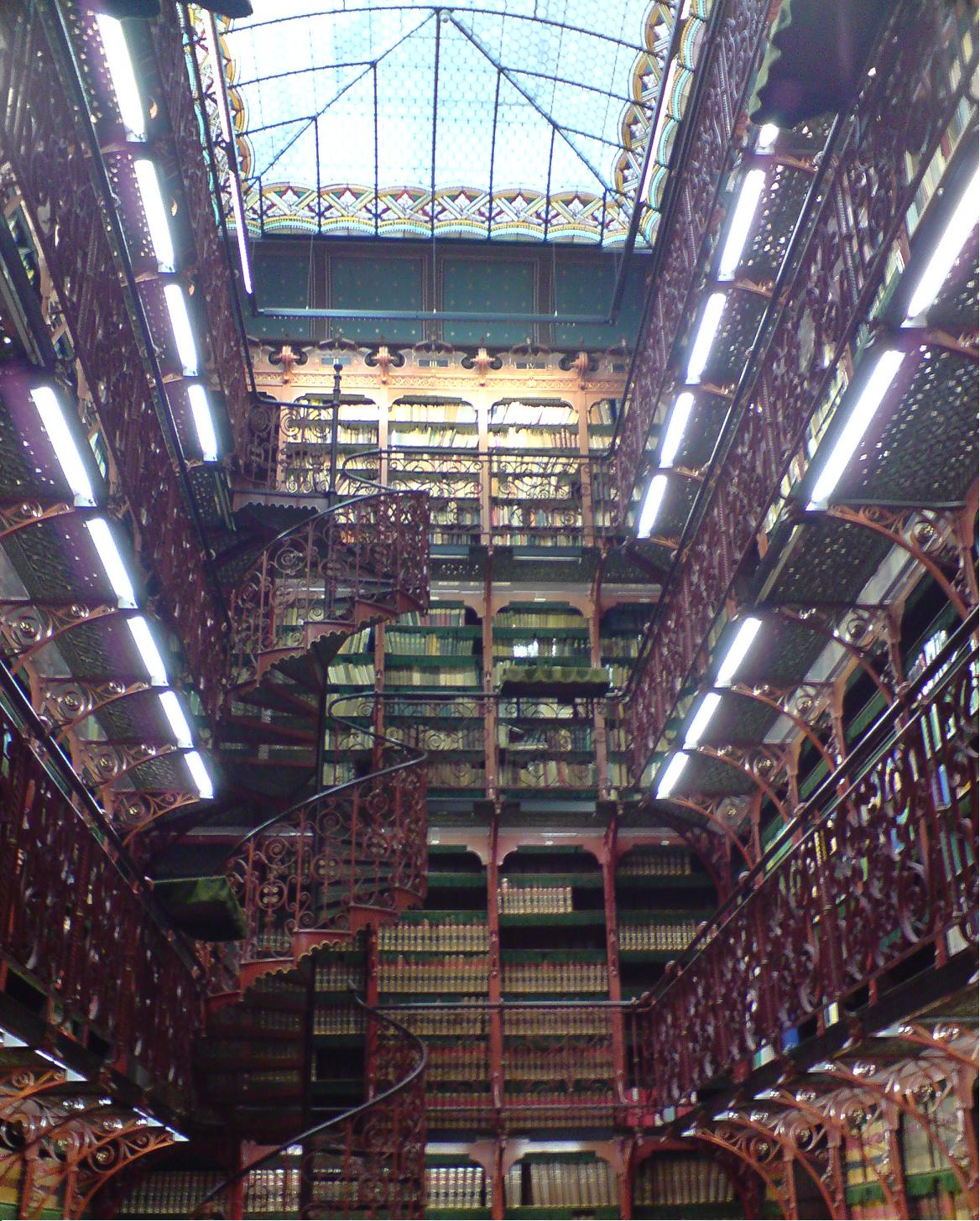
De Handelingenkamer

Alle geschreven Handelingen zijn digitaal beschikbaar op officielebekendmakingen.nl. Nieuwe Handelingen worden sinds 1995 digitaal beschikbaar gesteld. De Handelingen uit de periode 1814-1995 zijn door de Koninklijke Bibliotheek gedigitaliseerd.
Alle gedrukte Handelingen tot en met het zittingsjaar 2005-'06 worden ook bewaard in de Handelingenkamer, een binnengebouw van het gebouwencomplex van de Tweede Kamer. Daar staan de Handelingen met bijlagen ingebonden in boeken. De boeken zijn op zittingsjaar geordend en ieder boek bevat een onderdeel (Handelingen, Aanhangsel, Bijlagen en Rijksbegroting). Aanvankelijk besloegen de Handelingen met bijlagen één boekband per zittingsjaar, thans zijn het er meer dan 110. De Tweede Kamer beschikt daarnaast over een complete serie gedrukte en ingebonden Handelingen tot en met zittingsjaar 2014-'15 in een archiefruimte elders binnen de Tweede Kamer. De Handelingen zijn ook ter inzage in de meeste universiteitsbibliotheken, en in de Koninklijke Bibliotheek en het Nationaal Archief in Den Haag, zowel in boekvorm als op microfiche.

### Handelingen voor 1847
De Handelingen worden sinds 1847 bijgehouden op papier. De Handelingen over de periode 1814-1847 zijn later gereconstrueerd op basis van beknopte verslagen in kranten, aantekeningen van Kamerleden en de geschreven notulen van de Tweede Kamer. Deze reconstructies zijn uitgegeven in de jaren 1859-1903. Daardoor is een minutieus verslag ontstaan van wat ministers en Kamerleden sinds 1814 hebben gezegd in de betreffende Kamer.

## Citering
De Leidraad voor juridische auteurs adviseert de volgende wijze van citeren:
Voorbeeld voor dossier 31249:
- Kamerstukken II 2007-2008, 31 249.
- Handelingen II 2007-2008, p. 4972-5001, 5200-5213, 5563-5565.
- Kamerstukken I 2007-2008, 2008-2009, 31 249 (A, B, C, D).
- Handelingen I 2008-2009, p. 207-215, 232-245.

De Romeinse I en II geeft aan Eerste en Tweede Kamer.
Bladzijden werden eerder per vergaderjaar doorgenummerd, maar voor documenten die vanaf 25 februari 2011 zijn gepubliceerd (over vergaderingen vanaf 2011) heeft ieder individueel gepubliceerd onderdeel van de Handelingen een itemnummer, en beginnen de paginanummers bij ieder item opnieuw bij 1. Zo waren er bij de eerste vergadering waarvoor dit werd toegepast, die van 11 januari 2011 (vergadering 37 van vergaderjaar 2010-2011) 11 items, die op 25 februari 2011 zijn gepubliceerd. Bladzij 2 van item 10 van deze vergadering heeft dan ook in het pdf-bestand het nummer 37-10-2. Een verwijzing naar een vergadering, een item, en bepaalde bladzijden hebben dan ook respectievelijk de volgende vorm:
- Handelingen II 2010/11, nr. 37
- Handelingen II 2010/11, nr. 37, item 10
- Handelingen II 2010/11, nr. 37, item 10, p. 2-4

Een item is een publicatie van het type Handeling.